# Gnophos illineata
Gnophos illineata là một loài bướm đêm trong họ Geometridae.